# Franz Schiemer
Franz Schiemer est un ancien footballeur international autrichien né le 21 mars 1986 à Haag am Hausruck. Il a évolué successivement au SV Ried, Austria Vienne puis Red Bull Salzbourg au poste de défenseur.

## Carrière
- 2003-2005 :  SV Ried
- 2005-2009 :  FK Austria Vienne
- 2009-déc. 2014 :  Red Bull Salzbourg[1]

## Sélection nationale
- 25 sélections et 4 buts avec l'équipe d'Autriche de football depuis 2007.

### But international
| # | Date             | Lieu                    | Adversaire | Résultat | Compétition                       |
| - | ---------------- | ----------------------- | ---------- | -------- | --------------------------------- |
| 1 | 9 septembre 2009 | Stade Ghencea, Bucarest | Roumanie   | 1-1      | Éliminatoires Coupe du monde 2010 |

## Palmarès
- SV Ried
  - Champion d'Autriche de D2 en 2005
- FK Austria Vienne
  - Champion d'Autriche en 2006
  - Vainqueur de la Coupe d'Autriche de football en 2006, 2007 et 2009
- Red Bull Salzbourg
  - Championnat d'Autriche en 2010, 2012, 2014 et 2015